# Tydavnet
Tydavnet est une ville du comté de Monaghan, dans la province d'Ulster, en Irlande.